# Merlin Surget
Merlin Surget (* 3. Dezember 1999 in Sallanches) ist ein französischer Snowboarder. Er startet im Snowboardcross.

## Werdegang
Surget, der für den C.S. Chamonix startet, nahm im Dezember 2014 in Pitztal erstmals am Europacup teil und belegte dabei den 65. Platz. Beim Europäischen Olympischen Winter-Jugendfestival 2015 in Schruns gewann er zwei Goldmedaillen, im Einzel sowie im Teamwettbewerb zusammen mit Manon Petit-Lenoir. In der Saison 2015/16 feierte er in Montafon sein Debüt im Snowboard-Weltcup, das er auf den 66. Platz beendete und errang bei den Olympischen Jugend-Winterspielen 2016 in Lillehammer den achten Platz. Im folgenden Jahr kam er bei den Juniorenweltmeisterschaften in Klínovec auf den fünften Platz und bei den Snowboard-Weltmeisterschaften in Sierra Nevada auf den 48. Platz. Im Dezember 2017 erreichte er in Montafon mit dem dritten Platz im Teamwettbewerb zusammen mit Pierre Vaultier seine erste Podestplatzierung im Weltcup und mit dem achten Rang im Einzel seine erste Top-Zehn-Platzierung. Bei den Olympischen Winterspielen 2018 in Pyeongchang fuhr er auf den 17. Platz. Im folgenden Jahr belegte er bei den Weltmeisterschaften in Park City den 34. Platz im Einzel und den siebten Rang im Team-Wettbewerb und bei den Juniorenweltmeisterschaften auf der Reiteralm den 16. Platz. Ende März 2019 wurde er in Isola 2000 französischer Meister. In der Saison 2019/20 gewann er mit zwei ersten Plätzen in Puy-Saint-Vincent und Platz zwei in Grasgehren, die Snowboardcrosswertung im Europacup. Im Weltcup kam er viermal unter den ersten Zehn. Dabei erreichte er mit Platz drei in Cervinia seine erste Podestplatzierung im Weltcupeinzel und zum Saisonende den achten Platz im Snowboardcross-Weltcup. In der folgenden Saison wurde er mit Platz drei in Veysonnaz und Rang zwei in Chiesa in Valmalenco Dritter im Weltcup. Bei den Snowboard-Weltmeisterschaften 2021 belegte er den neunten Platz im Teamwettbewerb und den siebten Rang im Einzel.
In der Saison 2021/22 kam Surget zweimal auf den zweiten Platz und errang damit den sechsten Platz im Snowboardcross-Weltcup. Bei den Olympischen Winterspielen 2022 in Peking belegte er den 13. Platz im Teamwettbewerb und den fünften Rang im Einzel. Im April 2022 wurde er französischer Meister.
Surget nahm bisher an 74 Weltcups teil und belegte dabei 33-mal eine Top-Zehn-Platzierung. (Stand: Saisonende 2024/25)

## Teilnahmen an Weltmeisterschaften und Olympischen Winterspielen

### Olympische Winterspiele
- 2018 Pyeongchang: 17. Platz Snowboardcross
- 2022 Peking: 5. Platz Snowboardcross, 13. Platz Snowboardcross Team

### Snowboard-Weltmeisterschaften
- 2017 Sierra Nevada: 48. Platz Snowboardcross
- 2019 Park City: 7. Platz Snowboardcross Team, 34. Platz Snowboardcross
- 2021 Idre: 7. Platz Snowboardcross, 9. Platz Snowboardcross Team
- 2023 Bakuriani: 3. Platz Snowboardcross Team, 5. Platz Snowboardcross
- 2025 Engadin: 27. Platz Snowboardcross

## Weltcupsiege und Weltcup-Gesamtplatzierungen

### Weltcupsiege
| Nr. | Datum           | Ort               |
| --- | --------------- | ----------------- |
| 1.  | 4. Februar 2023 | Cortina d’Ampezzo |
| 2.  | 3. März 2024    | Sierra Nevada     |

### Weltcup-Gesamtplatzierungen
| Saison  | Punkte | Platz |
| ------- | ------ | ----- |
| 2016/17 | 457    | 34.   |
| 2017/18 | 1382,6 | 25.   |
| 2018/19 | 270    | 34.   |
| 2019/20 | 1784   | 8.    |
| 2020/21 | 252    | 3.    |
| 2021/22 | 266    | 6.    |
| 2022/23 | 341    | 5.    |
| 2023/24 | 363    | 4.    |
| 2024/25 | 269    | 10.   |